# Ancylotrypa fodiens
Ancylotrypa fodiens is een spinnensoort uit de familie Cyrtaucheniidae. De soort komt voor in Kameroen.